# Pavol Horov
Pavol Horov, all'anagrafe Pavol Horovčák, (Bánovce nad Ondavou, 25 maggio 1914 – Bratislava, 29 settembre 1975), è stato un poeta e traduttore slovacco.
Adottò anche gli pseudonimi di Ján Onda, Peha, Péhá, PeKa, P. U. Horov, Urban Čák, Urban Horov e altri.

## Biografia
Nacque nella famiglia di un modesto contadino, perse il padre poco dopo la nascita. Frequentò le scuole a Bánovce nad Ondavou, poi a Moravany, dal 1926 al 1934 fu alunno del ginnasio di Michalovce e infine dal 1934 al 1935 l'istituto di magistero di Bratislava, da cui ottenne la qualificazione per insegnare slovacco, storia e geografia. A partire dal 1944 lavorò come insegnante, dal 1945 al 1950 fu impiegato e dal 1948 direttore dalla Radio cecoslovacca a Košice. Dal 1951 si trasferì a Bratislava, inizialmente e fino al 1952 caporedattore della casa editrice letteraria Slovenský spisovateľ, poi dal 1952 al 1954 segretario dell'Unione degli scrittori slovacchi, dal 1953 al 1964 direttore della casa editrice letteraria Slovenský spisovateľ e impiegato  del Centro slovacco di cultura libraria dal 1963 al 1964. Da quell'anno si dedicò solo all'attività letteraria.

## Attività letteraria
La sua produzione si iscrive nel solco del surrealismo. Esordì con la raccolta di poesie Zradné vody spodné ("Acque basse traditrici"), con cui reagì alle vicende della guerra. Allo stesso tema rimase fedele in numerose raccolte successive. Appartiene al vertice della sua opera la composizione Vysoké nebo letné ("L'alto cielo d'estate"), inspirata alla morte della madre. Si dedicò anche alla traduzione di poesie dal polacco (Leopold Staff, Mieczysław Jastrun, Julian Przyboś, Marian Jachimowicz), dal farsi (ʿUmar Khayyām), dal russo e dal bulgaro (Elisaveta Bagrjana, Božidar Božilov).

## Riconoscimenti
Nel 1964 lo Stato lo insignì del titolo di artista meritevole e nel 1973 del titolo di artista nazionale.

## Opere

### Raccolte di poesie
- 1940 – Zradné vody spodné ("Acque basse traditrici")
- 1942 – Nioba matka naša ("Niobe, nostra madre")
- 1944 – Návraty ("Ritorni")
- 1947 – Defilé ("Sfilata")
- 1952 – Moje poludnie ("Il mio mezzogiorno")
- 1954 – Slnce nad nami ("Il sole sopra di noi")
- 1960 – Balada o sne ("Ballata sul sogno")
- 1960 – Vysoké nebo letné ("L'alto cielo d'estate")
- 1966 – Koráby z Janova ("Vascelli da Genova")
- 1972 – Ponorná rieka ("Il fiume sotterraneo")
- 1976 – Asonancie ("Assonanze"), postuma
- 1977 – Z posledných ("Dagli ultimi"), postuma

### Antologie
- 1950 – Básne ("Poesie")
- 1960 - Poézia ("Poesia")
- 1964 – Nioba ("Niobe")
- 1964 – Šla tade žena ("La donna è andata da questa parte")
- 1964 – Zemplínske variácie ("Variazione dello Zemplín")

### Saggi
- 1972 – Kruté prebudenie. Zv. I ("Atroci risvegli")
- 1973 – V čerení času. Zv. II ("Nel tempo che scorre")
- 1978 – Torzá. Zv. III ("Torsi")

### Traduzioni
- 1958 – Náhodné stretnutia ("Incontri fortuiti"), libro di traduzioni di poesie europee e orientali
- 1976 – ʿUmar Khayyām: Láska, hlina, spev a čaša vína ("Amore, terra, canto e coppe di vino")